# Весільний туризм
Весільний туризм — це різновид туризму, метою якого є відвідання місцевості для проведення весільних церемоній.
Сьогодні свої весілля споживачі весільного туризму відзначають і на гірських вершинах, і під водою, і в пустелях, і на полярних льодах. Є весільні тури, які включають організацію символічної шлюбної церемонії за місцевими звичаями і традиціями. Подібні ритуали в екзотичних країнах можуть відрізнятися вишуканою романтичністю з перевдяганням у національні костюми, столом, заставленим місцевими делікатесами, традиційними музикою, танцями та іншими атракціями.
Весільні тури — це і проведення медового місяця, відзначення річниці одруження, золоте весілля, офіційне укладення шлюбу, вінчання.
Сьогодні найпопулярнішими місцевостями весільного туризму є:
— Венеція, Італія.
— Прага, Чехія.
— Мумбаї, Індія.
— Париж, Франція.
— Єрусалим, Ізраїль.